# Animáček
Animáček je dětský televizní pořad TV Barrandov vysílaný v letech 2010–2020. Byl tvořen animovanými seriály pro děti od 4 do 14 let. Program se vysílal zpočátku v pracovní dny večer, od roku 2011 pak každý den ráno a večer. Vysílání pořadu začalo 1. února 2010. V březnu 2014 se TV Barrandov rozhodla večerní blok Animáček zrušit. Podle ředitele televize Vladimíra Železného změna měla zabránit odchodu dospělých diváků od obrazovek v čase od 19.00–20.00, tj. před začátkem prime time. Vysílání Animáčku bylo v červenci 2019 přerušeno, avšak v září téhož roku obnoveno. O rok později Animáček z programu opět zmizel, a to v srpnu 2020. 

## Sledovanost
Podle statistik sledovanosti ze září a října 2011 sledovalo večerní vysílání Animáčku více dětí než Večerníček České televize, který běží ve stejnou dobu.

## Vysílané pořady

### Dříve vysílané pořady
- Šmoulové
- Mrňouskové
- Požárník Sam
- Angelína Balerína
- Pokémon
- Tom a Jerry
- Ferda Mravenec
- Winx Club
- Ben 10
- Mr. Bean
- Bakugan
- Želvy Ninja
- Animálie
- Potápěj se, Olly!
- Rychlá rota
- My z Kačerova
- Lokomotiva Tomáš
- Super mini
- Červený traktůrek
- Gumídci
- Willy Fog
- Špunt a Zrzek
- Bořek stavitel
- Legenda o Enyovi
- Detektiv Duck
- Můj malý pony
- Duchové a přízraky
- Krtek a Panda
- Dinosaurek Dink
- Dinopark
- Méďa Béďa a strážci galaxie
- Méďa Béďa a vesmírný závod
- Woody Woodpecker
- Pošťák Pat (výběr dílů z 1. a 2. série)